# Menekítőszék

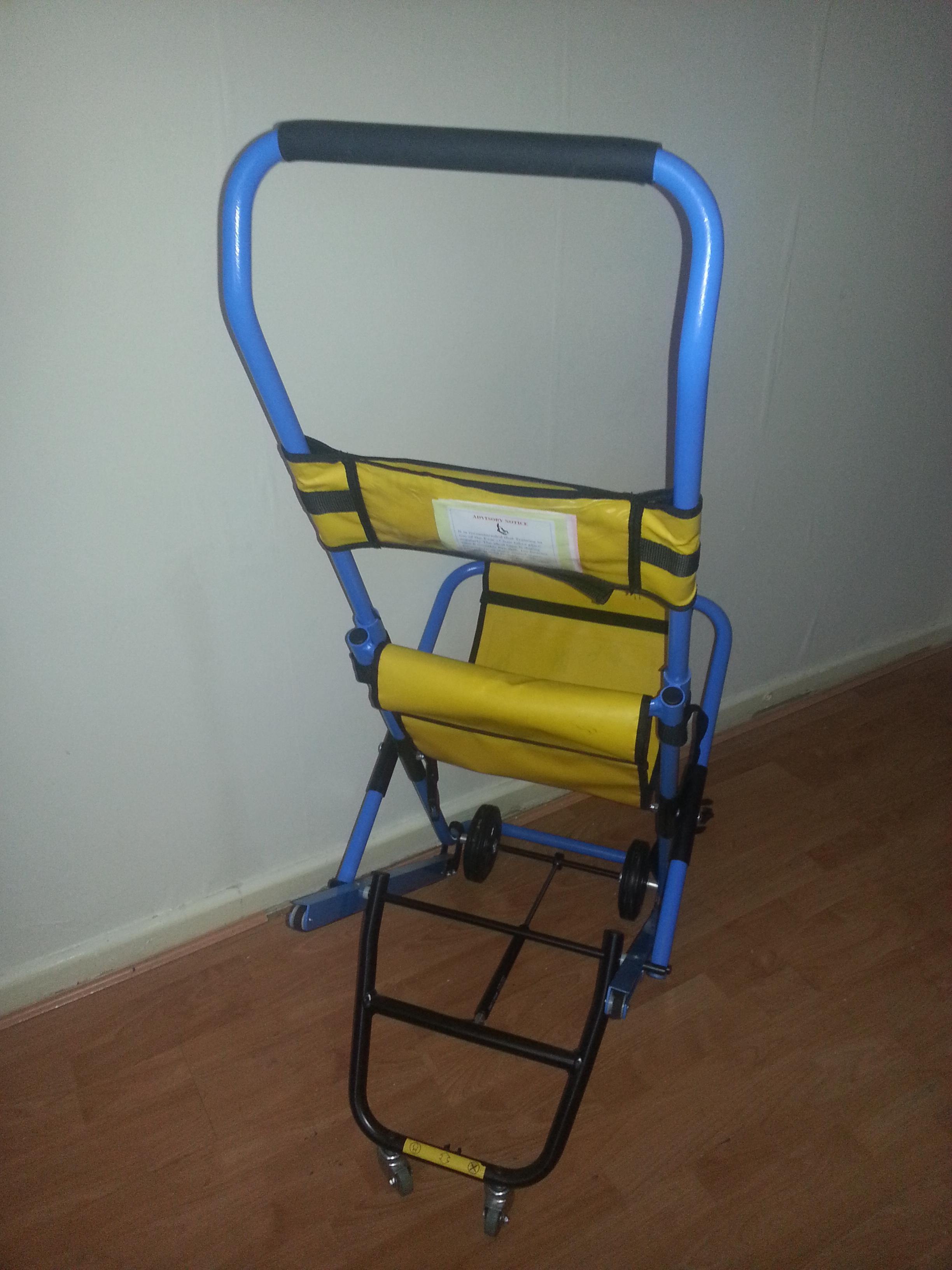
Egy menekítőszék

A menekítőszék vagy evakuálószék (angolul: evac chair vagy escape chair) sérültek és a mozgásukban korlátozottak (kerekesszékesek) tűz vagy természeti katasztrófa esetén épületekből való kimenekítésére használt eszköz. Elnevezése utal rá, hogy egy székhez hasonló, az alján fogazott hevederrel ellátott eszköz, amelynek saját hajtása nincs, a mentett személy súlya hajtja le a lépcsőn.

## Használata
- Egy segítő kell a használatához, aki a menekítésre várót a székhez rögzíti, a fogantyú segítségével kezeli a berendezést, és a lépcsőfordulókban fordul vele. Nehéz, magatehetetlen emberek is mozgathatók így, akár gyengébb fizikumú segítővel is.
- Használaton kívül összecsukható és egy fémszekrénykében, a lépcső közelében tárolható.